# Мезоамериканские системы письма
Мезоамериканские системы письма — возникшие независимо от других центров возникновения письменности системы письма индейских культур центральной Америки. Расшифрованные до настоящего времени письменности Мезоамерики сочетали в себе особенности логографии и слоговых письменностей, и по этой причине (а также из-за рисуночного внешнего вида знаков) нередко именуются «иероглифами». 
До настоящего времени известно 5 или 6, в зависимости от классификации, систем письма, при этом не всегда представляется возможным установить их чёткие хронологические границы. Больше всего памятников осталось от письменности майя. На местных языках существует богатая литература, частично — на местных письменностях, частично — в записи латинским алфавитом.

## Ольмекское письмо

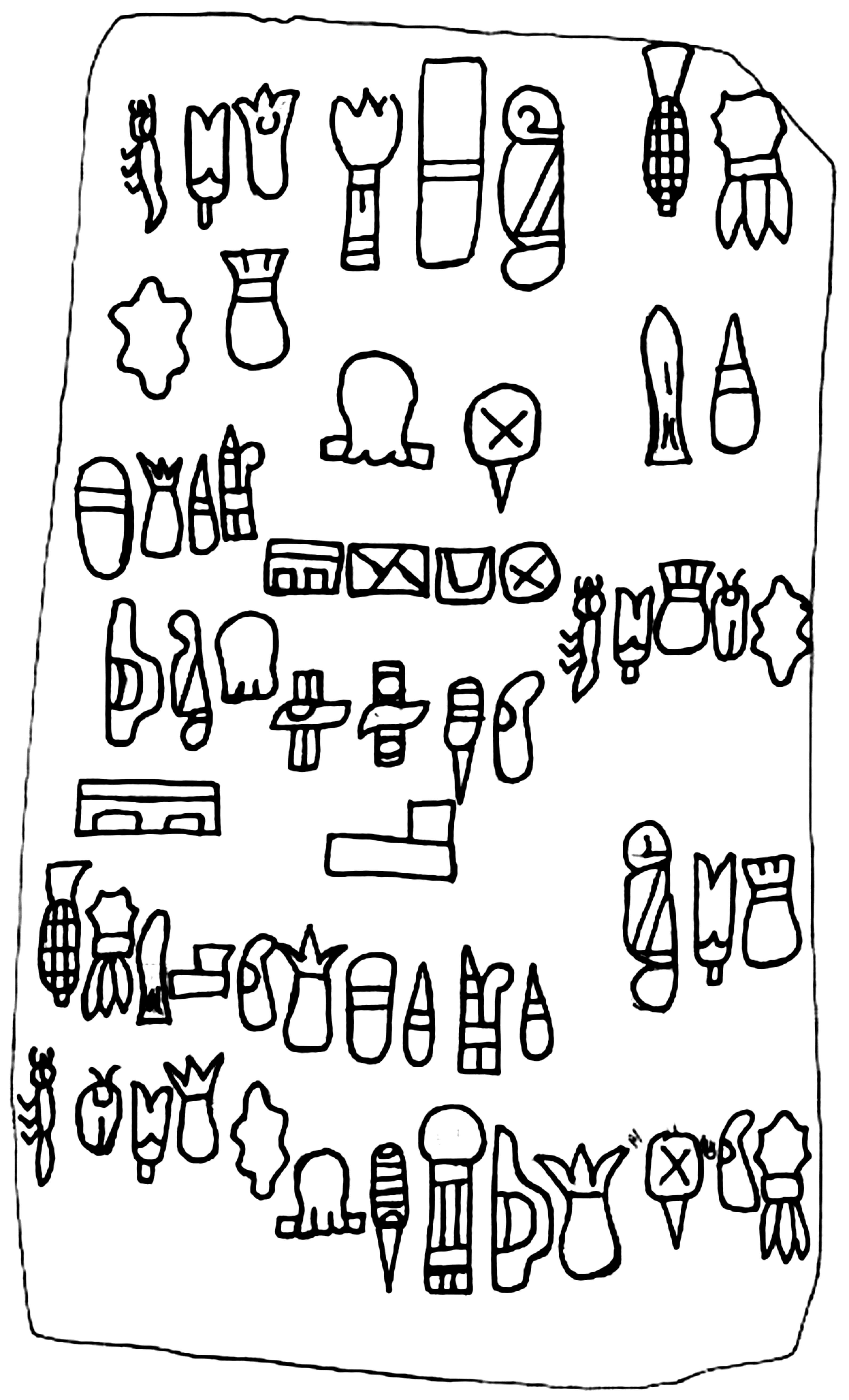
62 знака на Каскахальском блоке

На ранней ольмекской керамике обнаружены изображения, которые можно истолковать как хроники. Длительное время также считалось, что знаки, вырезанные на ольмекских монументальных скульптурах — в частности, на так называемом «Монументе посла» — представляли собой раннюю форму ольмекского письма. Это мнение укрепилось после того, как в 2002 г. было объявлено об открытии подобных знаков в археологическом раскопе Сан-Андрес.
В сентябре 2006 г. журнал Science обнародовал сообщение об открытии так называемого Каскахальского блока, на котором было обнаружено 62 знака, не похожих на какую-либо иную из известных письменностей Мезоамерики. Блок датируется примерно 900 г. до н. э. на основании датировки прочих предметов, найденных рядом. Если будет доказана его подлинность, то блок окажется наиболее ранним памятником мезоамериканского письма.
По форме знаков ольмекское письмо напоминает письмо майя и, возможно, является его предком.

## Сапотекское письмо

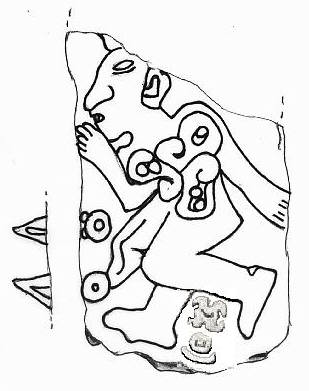
Монумент 3 в Сан-Хосе-Моготе. Два затёртых знака между ногами вождя предположительно означают его имя, Землетрясение 1

Ещё одной возможной самой ранней письменностью в Мезоамерике является письменность сапотекской культуры. Возникшая в конце предклассического периода после упадка ольмеков, сапотекская культура на территории современного мексиканского штата Оахака создала империю с центром в Монте-Альбан. На нескольких памятниках этой культуры археологи обнаружили крупные надписи рисункоподобными знаками. Некоторые знаки опознаются как календарные, однако письменность в целом остаётся недешифрованной. Направление письма — сверху вниз, исполнение — несколько грубее, чем у классической культуры майя.
Наиболее ранний памятник сапотекского письма — каменное изображение «танцующего» («Danzante»), известное среди археологов как Памятник 3, обнаруженное в Сан-Хосе-Моготе, штат Оахака. По современным представлениям, этот рельеф изображает мёртвого истекающего кровью пленника с двумя иероглифическими знаками между ног — возможно, представляющими его имя. Первоначально памятник относили к 600—500 гг. до н. э., и он считался самым древним памятником письма Мезоамерики. Тем не менее, по поводу датировки существуют сомнения, вплоть до того, что монумент изначально принадлежал другой культуре, а сапотеки использовали его в своих целях. Письменность вышла из употребления в поздний классический период.

## Эпиольмекское или истмийское письмо

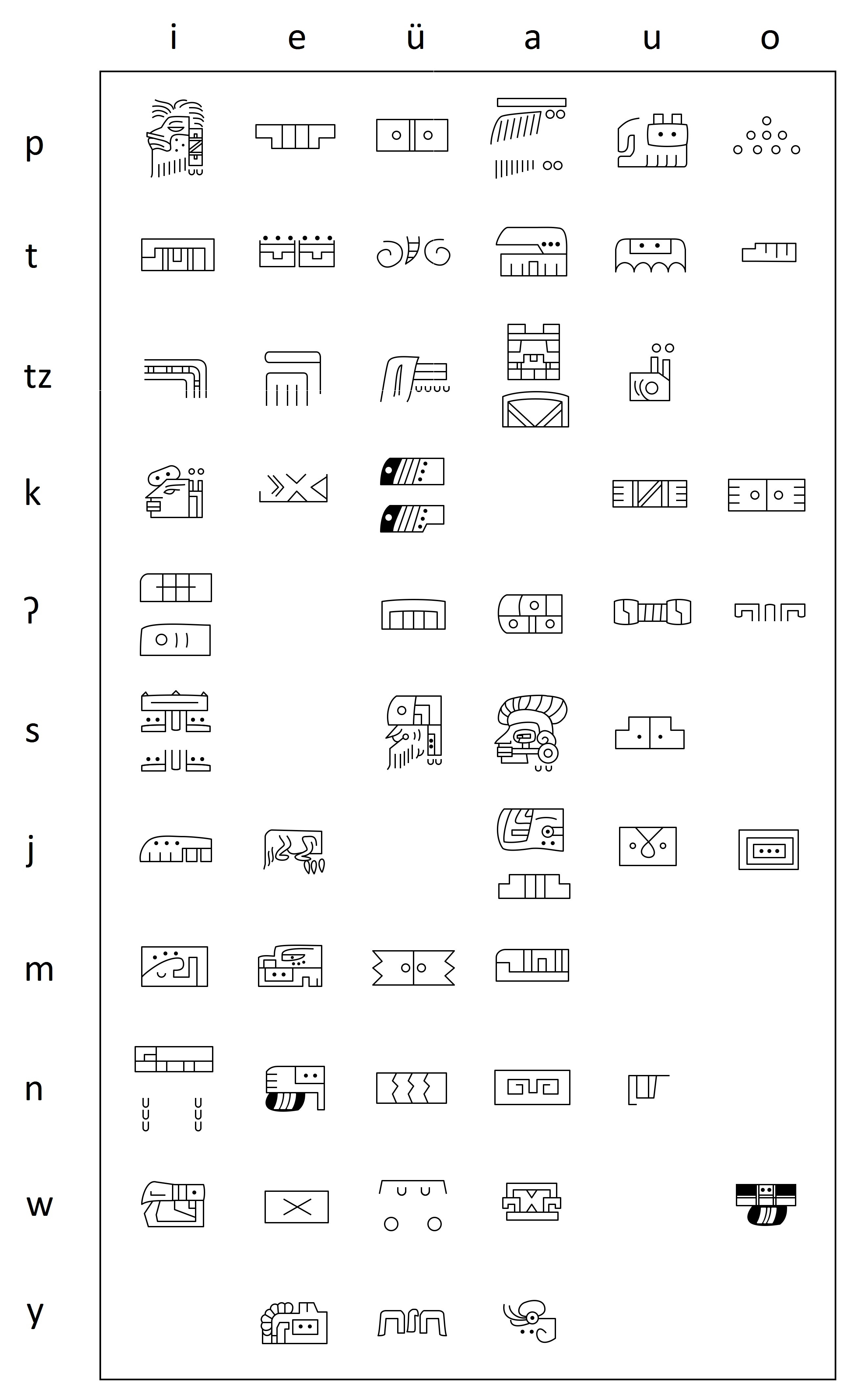
Попытка дешифровки Кауфмана и Джастесона, опровергнутая более поздними исследованиями.

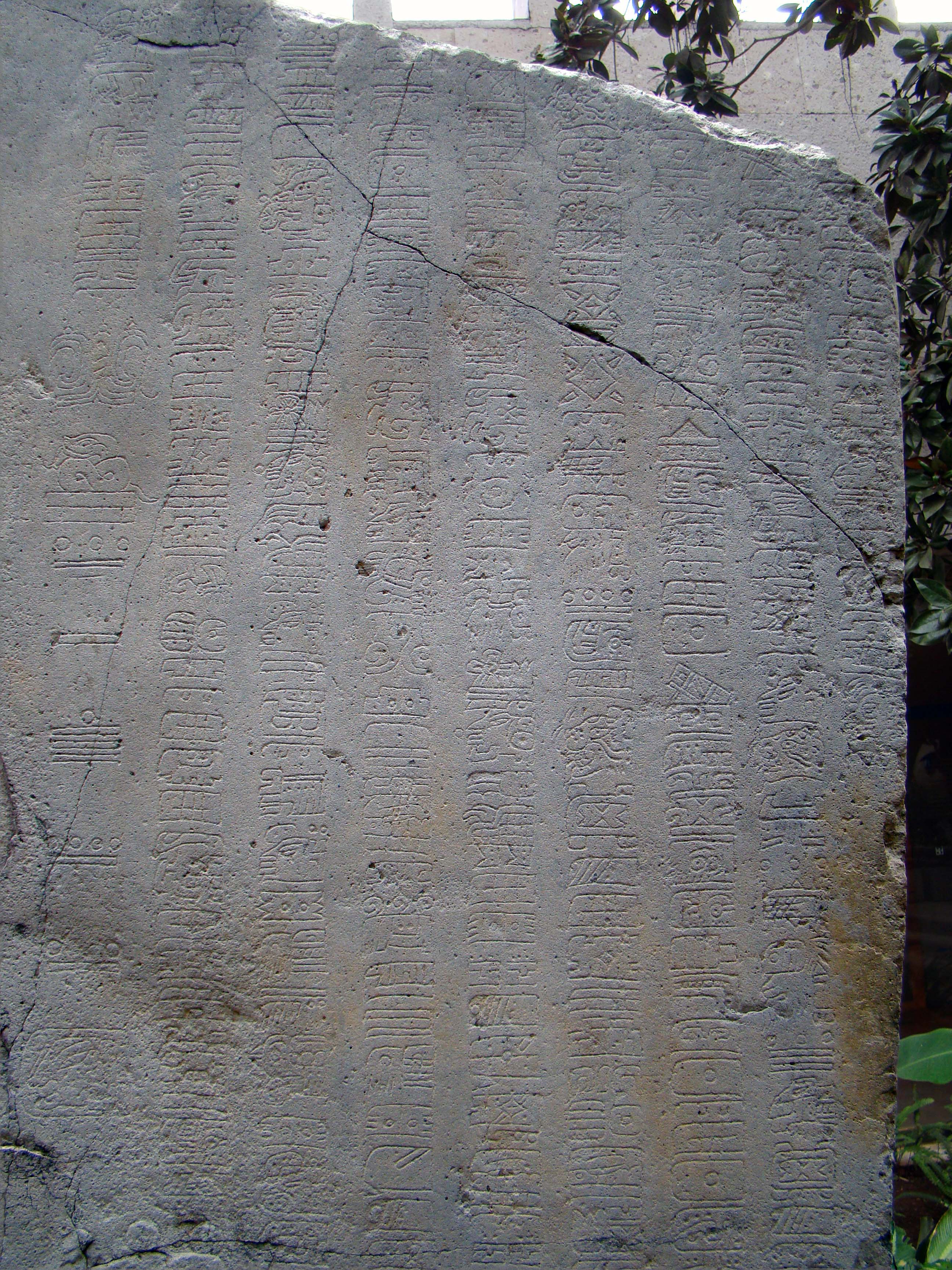
Стела из Ла-Мохарры (англ.) — надпись в три столбца, датировка около II в. н. э.

Небольшое количество артефактов было обнаружено на Теуантепекском перешейке. Они представляют собой ещё одну раннюю мезоамериканскую систему письма. Как предполагается, они содержат календарную информацию, однако в любом случае являются недешифрованными. Самыми длинными из этих надписей являются стела из Ла-Мохарры (англ.) и статуэтка из Туштлы (англ.). Система письма очень близка письменности майя, в частности, в ней используются знаки для аффиксов и даты по так называемому Длинному счислению. Предполагается, что эпиольмекское письмо является предком письменности майя, то есть последняя не является изобретением народа майя. Ещё один памятник эпиольмекского письма — стела из Чьяпа-де-Корсо (англ.), древнейший американский монумент, на котором указана его собственная дата; согласно календарю майя, она соответствует 36 г. до н. э.
В статье 1997 года Джон Джастесон и Терренс Кауфман предложили дешифровку эпиольмекского письма, за что в 2003 году данная работа получила грант Гуггенхайма (Guggenheim Fellowship). Однако уже в следующем году правильность дешифровки оспорили Стивен Хаустон (англ.) и Майкл Ко, которые безуспешно попытались применить дешифровку Джастесона и Кауфмана к ранее неизвестным эпиольмекским надписям.

## Исапское письмо

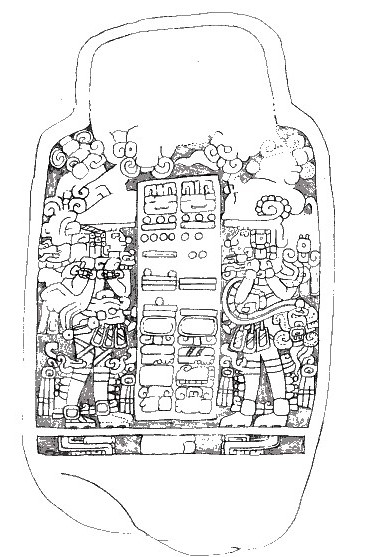
Стела 5 из Такалик-Абаха

На высокогорных городищах культуры майя, Такалик-Абах и Каминальхуйу, были найдены пиктографические стелы, которые относят к культуре исапа. Вероятно, данные земли в доклассическую эпоху населяли носители михе-сокских языков, и язык надписей относится скорее к ним, чем является языком майя. Некоторые знаки указанных надписей по внешнему виду идентичны знакам письменности майя, однако сама письменность остаётся недешифрованной. Продолжающееся разрушение данных археологических городищ оставляет мало надежд на обнаружение новых памятников, которые могли бы помочь дешифровать данную письменность.

## Письменность майя

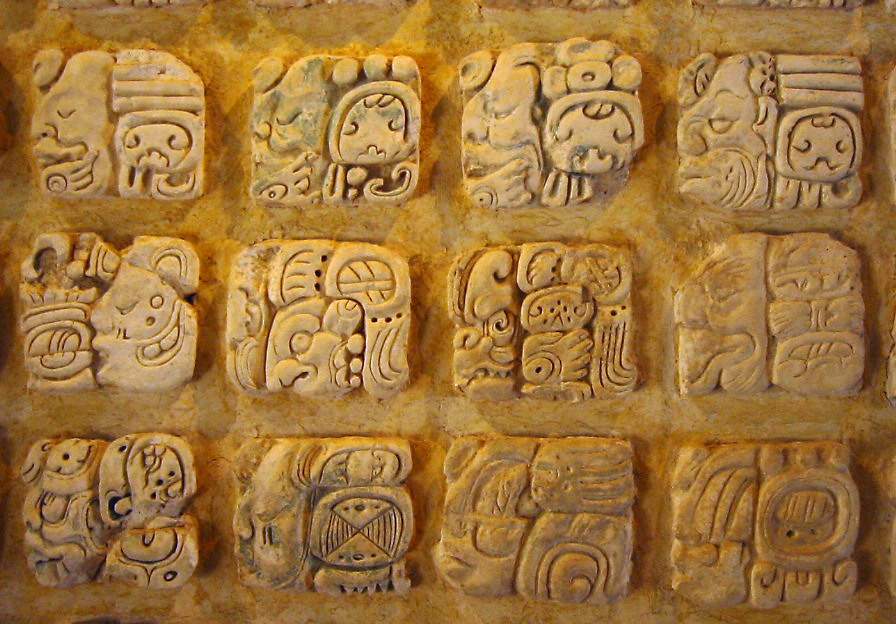
Надпись майя на штукатурке в Паленке, Мексика

Письменность майя представлена средне-предклассическим периодом на Майянских равнинах, и по мнению ряда учёных, является старейшей мезоамериканской письменностью (согласно другим гипотезам, происходит от ольмекского письма). Единственная мезоамериканская письменность, которая на сегодняшний день дешифрована (прочитано около 75 % знаков), по характеру является смешанной лого-силлабической, состояла из примерно 1000 различных знаков. На сегодняшний день известно около 7000 текстов, записанных письмом майя.

## Письменность постклассических культур

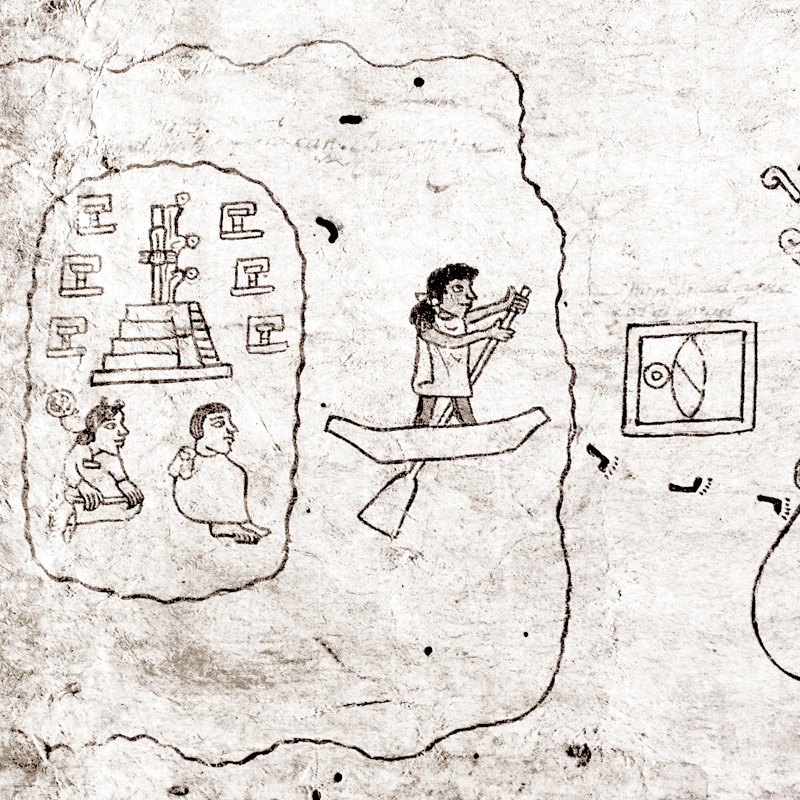
Фрагмент первой страницы ацтекского кодекса Ботурини

После крушения цивилизации майя система письма майя продолжала употребляться, хотя и в меньшем объёме. Постклассические надписи были обнаружены на полуострове Юкатан в таких местах, как Чичен-Ица и Ушмаль, однако их стиль весьма далёк от совершенства классических надписей майя. Другие постклассические культуры, например, ацтеки, вообще не выработали собственных систем письма, но вместо них использовали семасиографические системы знаков, хотя, по мнению ряда исследователей, в них со временем стали появляться признаки фонетического письма по ребусному принципу. Ацтекские знаки для имён сочетают логографические элементы с фонетическими.